# 季漢輔臣賛
『季漢輔臣賛』（きかんほしんさん）は、241年（延熙4年）、蜀漢（蜀）の楊戯により著された、蜀漢を支えた人物を讃える書物。『三国志』蜀書第15巻「楊戯伝」（「鄧張宗楊伝」）に付随して収録されたため、散逸を免れており、現在でも全文を読むことができる。
「季漢」とは「末っ子の漢」という意味であり、劉備が建国した蜀漢の事である。蜀漢は漢王朝の正統を自認していたため、通常は「漢」と称したが、それまでの王朝（前漢、後漢）と区別する際には「季漢」を用いた。

## 概要
『季漢輔臣賛』は、蜀漢を支えた人物を讃える書物である（ただし、孫権に降った糜芳・士仁・郝普・潘濬は例外である）。蜀の滅亡は本書の成立から22年後の263年（炎興元年）であるので、本書成立時に存命中の人物（評価の定まっていない人物）については記載されていない（例：蔣琬・董允・費禕・郭攸之・譙周・姜維・劉禅など）。
本書で挙げられる人物には『蜀書』に伝記の無い人物もいる。陳寿は『蜀書』に本書を収録するに当たり、伝記を設けなかった人物に対して簡単な説明文を加えた。後に裴松之が『三国志』に注を付けた際、さらに補足が加えられた。
陳寿が『蜀書』に本書を収録したのは、本文の補足であると共に、故国への特別な思い入れによる編集といわれている。

## 掲載されている人物
登場順。役職や連名になっている者は、ちくま学芸文庫版の原文通り。太字は陳寿が説明を補足した人物。
1. 昭烈皇帝（劉備）
2. 諸葛丞相（諸葛亮）
3. 許司徒（許靖）
4. 関雲長（関羽）・張益徳（張飛）
5. 馬孟起（馬超）
6. 法孝直（法正）
7. 龐士元（龐統）
8. 黄漢升（黄忠）
9. 董幼宰（董和）
10. 鄧孔山（鄧方）
11. 費賓伯（費観）
12. 王文儀（王連）
13. 劉子初（劉巴）
14. 糜子仲（糜竺）
15. 王元泰（王謀）・何彦英（何宗）・杜国輔（杜微）・周仲直（周羣）
16. 呉子遠（呉懿）
17. 李徳昂（李恢）
18. 張君嗣（張裔）
19. 黄公衡（黄権）
20. 楊季休（楊洪）
21. 趙子龍（趙雲）・陳叔至（陳到）
22. 輔元弼（輔匡）・劉南和（劉邕）
23. 秦子勅（秦宓）
24. 李正方（李厳）
25. 魏文長（魏延）
26. 楊威公（楊儀）
27. 馬季常（馬良）・衛文経・韓士元（韓冉）・張処仁（張存）・殷孔休（殷観）・習文祥（習禎）
28. 王国山（王甫）・李永南（李邵）・馬盛衡（馬勲）・馬承伯（馬斉）・李孫徳（李福）・李偉南（李朝）・龔徳緒（龔禄）・王義彊（王士）
29. 馮休元（馮習）・張文進（張南）
30. 程季然（程畿）
31. 程公弘（程祁）（程畿の子・程祁）
32. 糜芳・士仁・郝普・潘濬

最後の行の4名に関しては、役職や字で書かれていない。ちくま学芸文庫の注釈では「国家への裏切り者に対する、陳寿の気持ちの表れ」と説明されている。だが、この4名のうち潘濬については、呉書において立伝されており、その中で陳寿は彼に対して「大丈夫として最高の仕事を成し遂げた」と最大級の評価を与えている。

## 補足された人物

### 陳寿が補足で紹介した人物
『季漢輔臣賛』の本文には無く、陳寿が『蜀書』に『季漢輔臣賛』を収録するにあたり補足で紹介を加えた人物である。
- 何漢偶（何彦英の子・何双）
- 呉元雄（呉子遠の族弟・呉班）
- 習忠（習禎の子）
- 姚子緒（姚伷、馬盛衡・馬承伯に関連）
- 傅肜・傅僉（傅肜の息子）

上記の他、殷孔休については「先主伝（劉備伝）に記述がある」と補足されている。衛文経・韓士元に関しては「詳細不明」として、伝記を設けなかった理由を述べている。

### 裴松之が補足した人物
- 楊子昭（楊顒、王元泰に関連）
- 習隆（習忠の子）
- 李漢南（李永南の兄・李邵）
- 李孫徳（李福）
- 李氏の三龍（李偉南・李永南兄弟と、夭折した弟を合わせた呼び名。裴松之は「李漢南は三龍に含まないはず」と自説を述べている）
- 王承宗（王嗣）・常文平（常播）・衛子業（衛継）